# Мневіс
Мневіс — в єгипетській міфології божество, яке зображували в образі чорного бика. Виявляє багато спільних рис з Апісом. Як Апіс в Мемфісі зображувався земним втіленням Пта, так і Мневіс шанувався в Геліополі як живе втілення верховного божества сонця — Ра.

## Мневіс ієрогліфами
| mr · r | G36 · O4 | E1 |

 (мр-вр)